# Ortsbezogene Werbung
Ortsbezogene Werbung (engl. Location Based Advertising) ist ein Mobile-Marketing-Konzept, das zur Gruppe der standortbezogenen Dienste (engl. Location Based Services) gehört. Das Prinzip beruht darauf, den aktuellen Aufenthaltsort der Nutzer zu berücksichtigen und so beispielsweise für gewünschte Produkte oder Dienstleistungen das günstigste Angebot oder besondere Aktionen im näheren Umkreis anzuzeigen.

## Funktionsweise
Werbetreibende Unternehmen erstellen ihre Werbeaktionen und Angebote auf Location-Based-Advertising-Plattformen von LBA-Anbietern. Diese können dann über entsprechende Webportale oder mobile Applikationen für Smartphones von den Usern abgerufen werden: Nach manueller Eingabe eines Ortes oder einer Postleitzahl beziehungsweise automatisch über das GPS-Modul des mobilen Endgeräts werden in unmittelbarer Nähe des Users verfügbaren und zum Großteil mit einem entsprechenden Coupon hinterlegten Angebote und Aktionen aufgelistet respektive in einer Kartenansicht gezeigt. Nutzer eines Smartphones können sich dann per Routingfunktion zu dem jeweiligen P.O.S (Point-of-Sale) leiten lassen. Durch Filteroptionen können die Produktempfehlungen außerdem speziell auf die Interessen potenzieller Konsumenten ausgerichtet werden, was zu einer hohen Zielgruppengenauigkeit der Werbung führt. Studien zeigen, dass die persönlich wahrgenommene Relevanz des Angebotes und die Attraktivität der beworbenen Produktmarke eine besondere Rolle bei der Konsumentenakzeptanz von LBA spielen.

## Markthintergrund
2010 erwirtschaftete der weltweite Markt für Locations Based Advertising laut Analysten von Pyramid Research einen Umsatz in Höhe von 588 Millionen USD. Dies entspricht 18,5 Prozent des Gesamtmarktes für mobile Werbung. 2015 wird LBA weltweit auf 6,2 Mrd. Dollar Umsatz anwachsen für 35 Prozent aller Werbeumsätze auf mobilen Endgeräten verantwortlich sein. Global Industry Analysts erwartet, dass der globale LBA-Markt 2017 Umsätze in Höhe von 12.8 Milliarden USD realisieren wird.

## Kritik
Bedenken werden hauptsächlich in Bezug auf die Wahrung der Privatsphäre und mögliche Strahlenschäden geäußert.